# Мамоне (Нуоро)
Мамоне је насеље у Италији у округу Нуоро, региону Сардинија.
Према процени из 2011. у насељу је живело 6 становника. Насеље се налази на надморској висини од 860 м.